# Havana Moon
Havana Moon je koncertní album britské rockové skupiny The Rolling Stones, které vyšlo v roce 2016. Album bylo nahráváno v Havaně v socialistickém státě Kuba, kde skupina vystupovala v rámci latinskoamerického turné v roce 2016.

## Seznam skladeb
| Pořadí | Skladba                                  | Délka |
| ------ | ---------------------------------------- | ----- |
| 1.     | "Jumpin' Jack Flash"                     | 4:48  |
| 2.     | "It's Only Rock 'n Roll (But I Like It)" | 4:37  |
| 3.     | "Tumbling Dice"                          | 5:05  |
| 4.     | "Out of Control"                         | 7:15  |
| 5.     | "All Down The Line"                      | 5:24  |
| 6.     | "Angie"                                  | 3:31  |
| 7.     | "Paint It Black"                         | 5:34  |
| 8.     | "Honky Tonk Women"                       | 4:59  |
| 9.     | "You Got the Silver"                     | 3:31  |
| 10.    | "Before They Make Me Run"                | 4:04  |
| 11.    | "Midnight Rambler"                       | 15:31 |
| 12.    | "Miss You"                               | 8:22  |
| 13.    | "Gimme Shelter"                          | 8:07  |
| 14.    | "Start Me Up"                            | 4:24  |
| 15.    | "Sympathy for the Devil"                 | 7:57  |
| 16.    | "Brown Sugar"                            | 7:15  |
| 17.    | "You Can't Always Get What You Want"     | 8:59  |
| 18.    | "(I Can't Get No) Satisfaction"          | 10:31 |

## Obsazení
The Rolling Stones
- Mick Jagger - (zpěv, kytara, harmonika)
- Keith Richards - (kytara, zpěv)
- Ronnie Wood - (kytara)
- Charlie Watts - (bicí)

Doprovodní členové
- Sasha Allen - (doprovodné vokály, zpěv)
- Bernard Fowler - (doprovodné vokály)
- Chuck Leavell - (klávesy, doprovodné vokály)
- Darryl Jones - (baskytara, doprovodné vokály)
- Matt Clifford - (klávesy, lesní roh)
- Karl Denson - (saxofon)
- Tim Ries - (saxofon)